# 奧利布島
44°22′N 14°46′E / 44.367°N 14.767°E

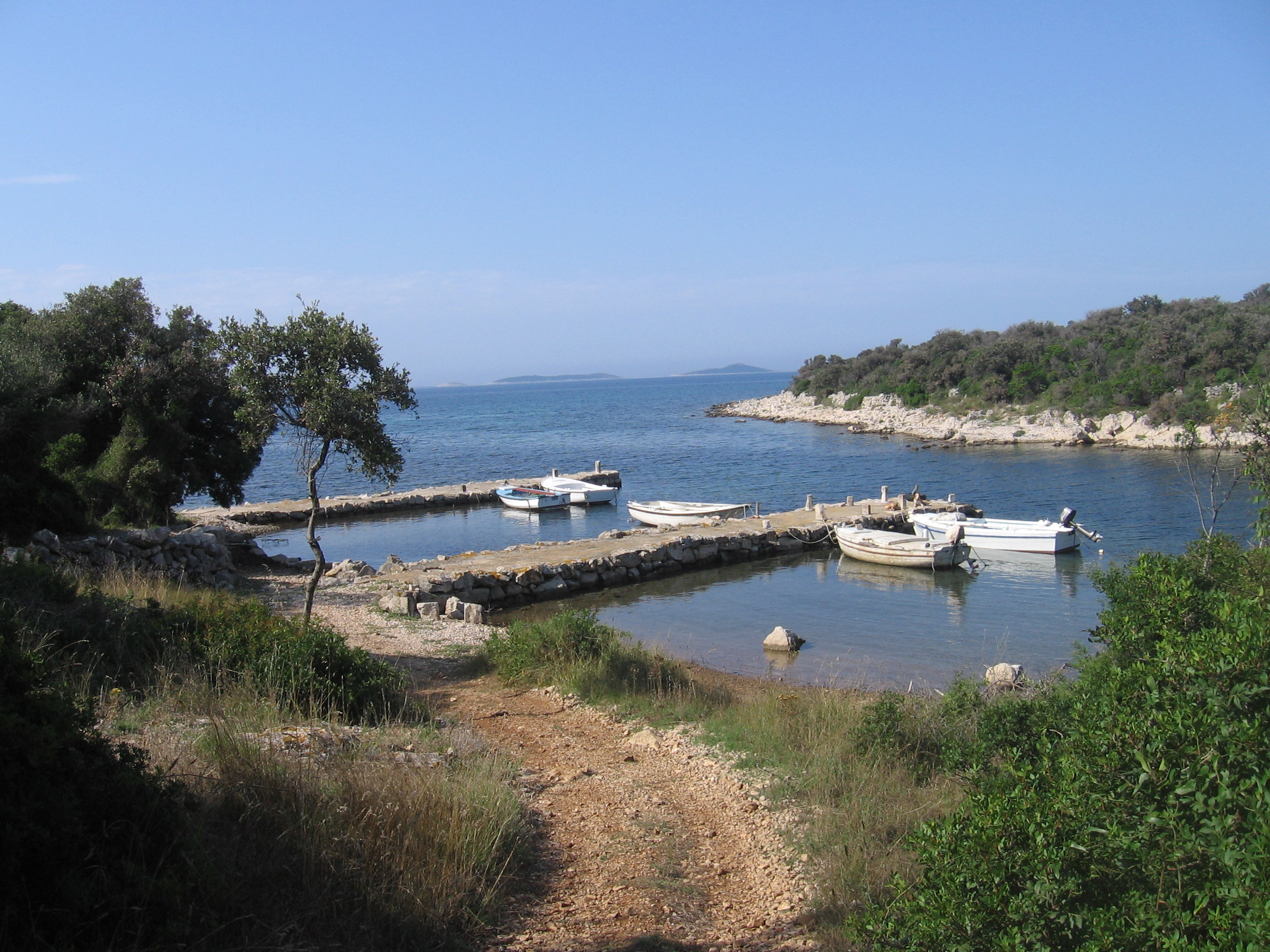

奧利布島是克羅地亞的島嶼，位於亞得里亞海，由扎達爾縣負責管轄，長9公里、寬6.5公里，面積26.14平方公里，海岸線長度33.340公里，最高點海拔高度74米，2001年人口147。